# Brigitte Hellmers
Brigitte Hellmers, nach Heirat Brigitte Thoms (* 15. Februar 1958), ist eine ehemalige deutsche Leichtgewichts-Ruderin. Sie gewann bei Weltmeisterschaften eine Silbermedaille.

## Sportliche Karriere
Brigitte Hellmers vom Hannoverscher Ruder-Club von 1880 nahm zweimal an Weltmeisterschaften teil. 1985 in Hazewinkel wurde sie zusammen mit Alrun Urbach Zweite im Leichtgewichts-Doppelzweier. Fünf Jahre später bei den Weltmeisterschaften 1990 in Tasmanien belegte sie zusammen mit Christiane Weber den fünften Platz.
Ihren einzigen deutschen Meistertitel im Leichtgewichts-Doppelzweier gewann Hellmers 1990 zusammen mit Ruth Kaps. Bereits 1981 war sie Deutsche Meisterin im Doppelvierer ohne Gewichtsbeschränkung geworden.
Brigitte Thoms ist promovierte Tierärztin von der Tierärztlichen Hochschule Hannover. Ab 2005 leitete sie das Veterinärinstitut in Hannover und ab 2006 zusätzlich das Lebensmittelinstitut in Braunschweig, die zum Niedersächsischen Landesamt für Verbraucherschutz und Lebensmittelsicherheit gehören. Ende 2022 ging sie in den Ruhestand.